# Coleophora machinella
Coleophora machinella é uma espécie de mariposa do gênero Coleophora pertencente à família Coleophoridae.